# NGC 3559
NGC 3559 este o galaxie spirală situată în constelația Leul. A fost descoperită în 12 aprilie 1784 de către William Herschel. Se află la o distanță de 36,31 de megaparseci de Pământ.